# La tercera parte de Amadís de Grecia
La tercera parte de Amadís de Grecia es un libro de caballerías italiano, obra de Mambrino Roseo. Fue impresa por primera vez en Venecia en 1564 por Michele Tramezzino. Es una continuación de la obra española Amadís de Grecia de Feliciano de Silva, noveno libro del ciclo de Amadís de Gaula.

Su título original es La terza parte di Amadis di Grecia, intitolata aggiunta di Amadis di Grecia. Nuovamente ritrovata negli Annali di Trabisonda. Comprende 110 capítulos, que relatan nuevas aventuras de Amadís de Grecia, Frandalo, Vallados y otros caballeros. La acción se intercala entre la del Amadís de Grecia de Silva y la del Florisel de Niquea del mismo Silva, décimo libro del ciclo amadisiano español.
La obra alcanzó una popularidad considerable, ya que fue reimpresa en Venecia  en 1565, 1574, 1580, 1585, 1586, 1592, 1606, 1615, 1619, 1629 (dos veces) y en otra edición sin año.